# Cyrtarachne sinicola
Cyrtarachne sinicola là một loài nhện trong họ Araneidae.
Loài này thuộc chi Cyrtarachne. Cyrtarachne sinicola được Embrik Strand miêu tả năm 1942.